# Lijst van Belgische muziekfestivals
Hieronder volgt een lijst van Belgische muziekfestivals. Deze (onvolledige) lijst geeft enkel meerdaagse festivals weer die in 2022 georganiseerd werden.

## Antwerpen

### Mei
- Sfinks Mundial (Boechout)
- Clamotte Rock (Herenthout)

### Juni
- Tuinfeest (Beerse)
- Sunrise Festival (Lille - Gierle)
- Gladiolen (Onze-Lieve-Vrouw-Olen)
- Legacy Festival (Mol)
- Graspop Metal Meeting (Dessel)
- De Koer Festival (Mechelen)
- Kanaalfeesten (Willebroek)
- Casa Blanca (Hemiksem)
- Klub Dramatik (Antwerpen)
- Live is Live (Antwerpen)

### Juli
- Carpe Noctem (Malle)
- Sjock Festival (Lille)
- Na Fir Bolg (Vorselaar)
- Rock Olmen (Balen)
- Moonfield (Mol)
- Tomorrowland (Boom)
- Sfinks Mixed (Boechout)
- Linkerwoofer (Linkeroever)

### Augustus
- Beachweekend (Wuustwezel)
- Antilliaanse Feesten (Hoogstraten)
- Contrair Open Air (Antwerpen)
- Reggae Geel (Geel)
- Maanrock (Mechelen)
- Brakrock (Duffel)
- Jazz Middelheim (Antwerpen)
- Whisper (Deurne)
- Antwerp Pride (Antwerpen)
- Hestival (Heist-op-den-Berg)

### September
- Booty Rave Festival (Kasterlee)
- Backyard Festival (Merksplas)
- #BProck (Putte)
- Yellowtime Festival (Geel)
- Ubuntu Festival (Boom)
- Bachfestival Antwerpen (Antwerpen)

## Brussel

### Mei
- Afropolitan Festival (Brussel)
- Brussels Jazz Weekend (Brussel)
- Kunstenfestivaldesarts (Brussel)
- CORE Festival (Brussel)

### Juni
- Fête de la musique (Brussel)
- Midsummer Mozertiade (Brussel)
- Couleur Café (Brussel)

### Juli
- Walden Festival (Brussel)
- Brosella (Brussel)

### Augustus
- Hide & Seek Festival (Brussel)
- ATØM Festival (Brussel)

### September
- XRDS (Brussel)
- Bru-X-elles Festival (Sint-Jans-Molenbeek)

## Henegouwen

### Juli
- Dour Festival (Dour)
- LaSemo Festival (Edingen)

### Augustus
- Scène sur Sambre (Gozée)
- Ronquières Festival (Ronquières)

### September
- Groovy Day Festival (Vloesberg)

## Limburg

### Juni
- Blues Peer (Peer)
- Extrema Outdoor (Houthalen-Helchteren)
- Genk on Stage (Genk)
- Knallers (Hasselt)

### Juli
- Rampage Open Air (Lommel)
- Paal op stelten (Beringen)
- Afro-Latino Festival (Genk)
- Rock Herk (Herk-de-Stad)
- Hook Rock (Diepenbeek)
- Release Festival (Borgloon)

### Augustus
- Bastionfestival (Kinrooi)
- Absolutely Free Festival (Genk)
- Pukkelpop (Hasselt)

## Luik

### Juli
- Les Ardentes (Luik)
- Francofolies de Spa (Spa)

### Augustus
- Les Granges Festival (Luik)
- Golden Age Rock Festival (Luik)

### September
- Meakusma Festival (Eupen)

## Luxemburg

### Augustus
- Gouvy Jazz & Blues Festival (Gouvy)
- Gaume Jazz Festival (Rossignol)

## Namen

### Juli
- Esperanzah! (Floreffe)

### Augustus
- Les Solidarités (Namen)
- Into this Wood (Bièvre)

### September
- Space Safari (Heer)
- Deep in The Woods (Hastière)

## Oost-Vlaanderen

### Mei
- BOMfestival (Gent)
- dunk!festival (Gent)
- Citadelic (Gent)
- WILDFEST (Geraardsbergen)

### Juni
- Bierfeesten (Oudenaarde)
- Denderpop (Dendermonde)
- Rock voor Specials (Evergem)
- Ham Sessions Outdoor (Gent)
- Nerdlandfestival (Wachtebeke)

### Juli
- Dioniss Festival (Sint-Denijs-Westrem)
- Gentse Feesten (Gent)
- Boomtown (Gent)
- Gent Jazz (Gent)
- Rock Zottegem (Zottegem)

### Augustus
- Herbakkersfestival (Eeklo)
- Rijvers Festival (Lievegem)
- Zeverrock (De Pinte)
- Upside Down (Gent)
- Katse Feesten (Zelzate)
- Dance D-Vision (Zottegem)
- The Qontinent (Wachtebeke)
- Lokerse Feesten (Lokeren)
- Fonnefeesten (Lokeren)
- Beveren Buiten (Beveren)

### September
- Odegand (Gent)
- Jazz in 't Park (Gent)
- Crammerock (Stekene)
- DOEL Festival (Doel)
- Repmond Rock (Rupelmonde)

## Vlaams-Brabant

### Mei
- Slinkse Sinkse (Steenhuffel)

### Juni
- Rock Werchter (Rotselaar)
- Picking Bones (Linter)

### Juli
- Paradise City Festival (Steenokkerzeel)
- Suikerrock (Tienen)
- M-idzomer (Leuven)
- Crisisfestival (Kortenberg)
- Vijverfestival (Dilbeek)

### Augustus
- Rock Ternat (Ternat)
- Swing (Haacht)
- Zomer in Linden (Lubbeek)
- Colora Festival (Leuven)
- Druivenfeesten (Overijse)

### September
- Hopduvelfeesten (Asse)
- Voodoo Festival (Grimbergen)
- Lolands (Scherpenheuvel-Zichem)
- Druivenfestival (Hoeilaart)

## Waals-Brabant

### Augustus
- Les Sentiers de Sart-Risbart (Incourt)

## West-Vlaanderen

### Mei
- Airbag Festival (Brugge)
- Moen Feest (Moen)

### Juni
- Sinner's Day (Oostende)
- LIVE is LIVE (Zeebrugge)
- Grensrock (Menen)
- Dreambeats Festival (Kortemark)
- Labadoux (Ingelmunster)

### Juli
- Theater Aan Zee (Oostende)
- Ostend Beach (Oostende)
- Yeke Yeke Festival (De Haan)
- Retro sur Mer (Wenduine)
- Beachland (Blankenberge)
- Kneistival (Knokke-Heist)
- Campo Solar (Damme)
- Cactusfestival (Brugge)
- Hype O Dream (Waregem)
- Ieper Hardcore Fest (Ieper)
- Moods! (Brugge)
- Beach Festival (Nieuwpoort)

### Augustus
- Paulusfeesten (Oostende)
- Nostalgie Beach Festival (Nieuwpoort)
- W-Festival (Oostende)
- Bomboclat (Zeebrugge)
- WeCanDance (Zeebrugge)
- MAfestival (Brugge)
- Land of love (Torhout)
- Parkpop (Oostkamp)
- Buikrock (Deerlijk)
- Cirque Magique (Avelgem)
- Alcatraz Metal Festival (Kortrijk)
- Bezemrock (Beselare)
- Marktrock (Poperinge)
- Festival Dranouter (Heuvelland)

### September
- Leffingeleuren (Middelkerke)
- West Quarter Festival (Oostende)
- ManiFiesta (Oostende)
- Frietrock (Ieper)